# زمین‌لرزه ۲۰۱۹ لوزون
زمین‌لرزه ۲۰۱۹ لوزون (انگلیسی: 2019 Luzon earthquake) در روز دوشنبه ۲۲ آوریل به بزرگای ۶٫۱ ریشتر جزیره لوزون در فیلیپین را لرزاند و دست‌کم جان ۱۶ نفر را گرفت و ۱۱۲ نفر زخمی شدند. علی‌رغم اینکه مرکز زمین‌لرزه در زامباله بود، ولی بیشتر آسیب به زیرساخت‌ها در استان همسایه پامپانگا رخ داد که خسارات زیادی را متحمل شد.